# Sint-Servaasbron

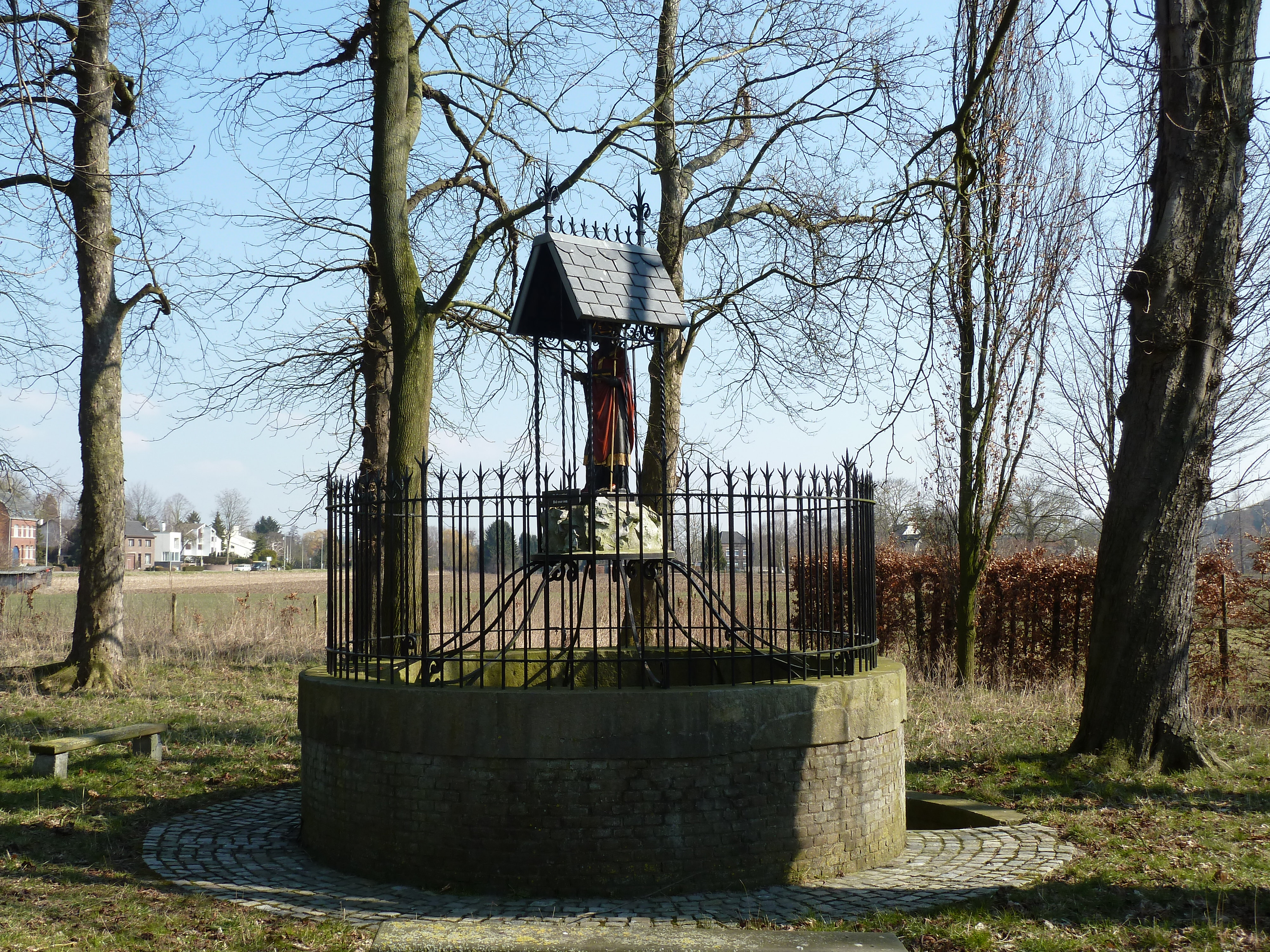
Sint-Servaasbron

De Sint-Servaasbron of St. Servatiusbron is een bron in de gemeente Maastricht in de Nederlandse provincie Limburg. De bron ligt ten zuiden van de wijk Biesland in het Jekerdal ten oosten van de Cannerweg.

## Geschiedenis
De Sint-Servaasbron wordt vanouds, maar zeker vanaf 1840, in verband gebracht met een passage in de Sint-Servaaslegende van Henric van Veldeke, waarin de heilige een geneeskrachtige bron doet ontspringen. De heilige zou op terugtocht van Rome naar Tongeren door de dorst gekweld zijn geweest. Hij tekende toen met zijn staf een kruis in de aarde en bad. Daarop ontsprong er een bron. Een engel overhandigde hem een beker, waarna het water zijn dorst leste en een koortslijdende vrouw genas. Deze passage werd in Maastricht in de 15e eeuw nog verbonden met een plek in de Elzas.

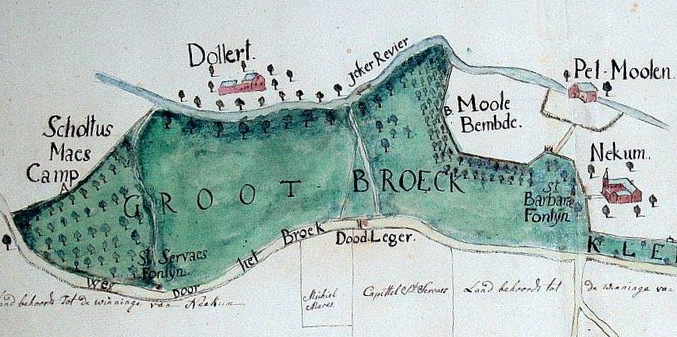
Detail van een landmeterskaart uit 1776 van het Sint-Servaasbroek ("Groot-Broeck") met op korte afstand van de Sint-Servaasbron een Sint-Barbarabron, waar verder niets over bekend is

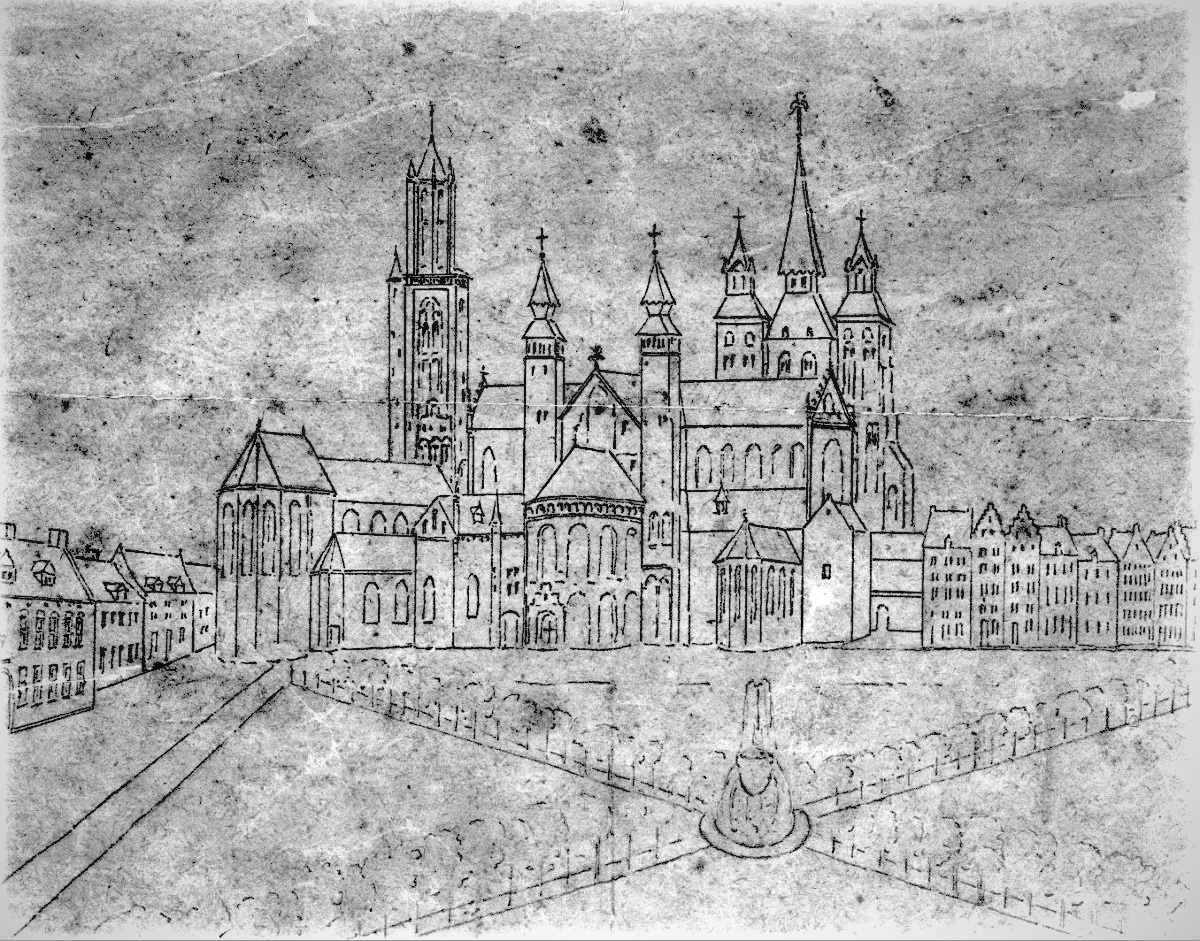
Het Vrijthof met centraal de Sint-Servaasfontein (historiserende tekening, 19e eeuw?)

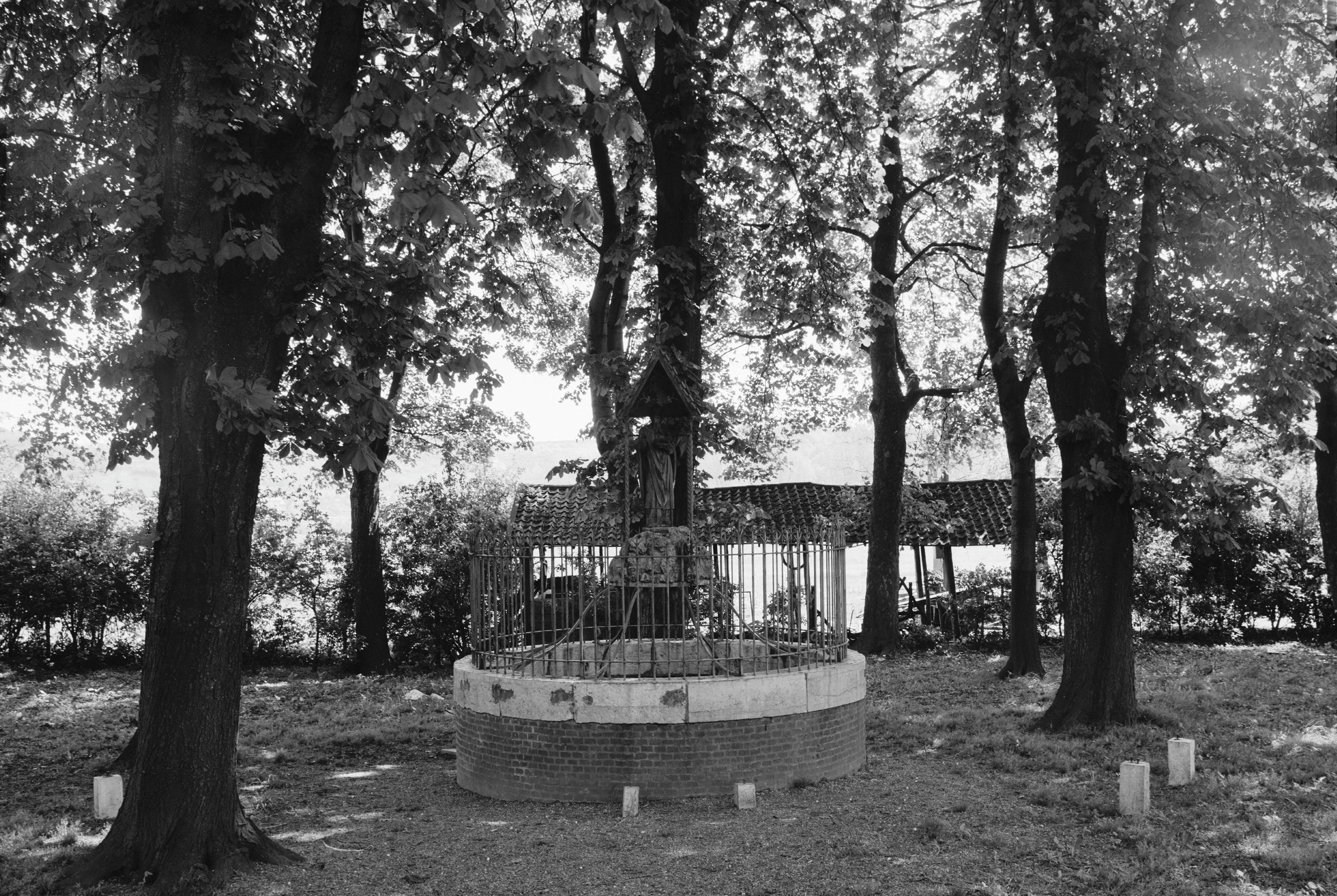
De bron in 1964

In 1496 werd er in opdracht van het stadsbestuur een put geslagen op het Vrijthof. Deze put was bedoeld om de boven de put geplaatste Sint-Servaasfontein te voorzien van water. Het stadsbestuur en het kapittel van Sint-Servaas hoopten op die manier het bedevaarttoerisme te stimuleren. Het project mislukte want de put bevatte te weinig water. Een eeuw later metselde men een verzamelbekken in het iets hoger gelegen Servaasbroek en liet men het water via een houten pijpleiding naar het Vrijthof lopen. Midden op het plein werd een ronde, verdiept gelegen fontein geplaatst. Deze bestond uit een hardstenen fonteinvaas, een bronzen deksel en daarbovenop een beeldje van een zegenende Servaas. De fontein was geen succes want de watertoevoer bleek onbetrouwbaar. Kort na 1670 vulde men de fonteinbak met aarde en in 1733 ruimde men de laatste resten op. De hardstenen fonteinvaas siert tegenwoordig de pandhof van de Sint-Servaasbasiliek.
In de 19e eeuw was van de bron enkel nog een drassig veld overgebleven. In 1886-88 metselde men op deze plek een ronde stenen put. Boven de put plaatste men een smeedijzeren baldakijn en een Servaasbeeldje. De rand van de put droeg als opschrift:

Eer Pelgrim deze heilige bron, en hetzij dorst of koorts u kwelle, drink tot lafenis en genezing, zoo helpe u de H. Servatius.

In 1888 werd het ingezegend. In 1958 en 1997 werd de put gerestaureerd. Sinds 1997 staat hetzelfde opschrift in steen gebeiteld in het plaveisel bij de toegangspoort.

## Beschrijving
De plek, ook wel Servaasbroek genoemd, wordt omringd door kastanjebomen en vlierbesstruiken en is toegankelijk via een toegangspoort in Lodewijk XV-stijl. De entreepartij bestaat uit twee versierde hardstenen pilasters, geflankeerd door concaaf naar de zijde van de weg buigende muurtjes. De eigenlijk hardstenen poortomlijsting, afgesloten door een smeedijzeren hek, is opgenomen in een bakstenen muurtje tussen de pilasters. Aan de bovenzijde van dit muurtje is op een hardstenen lijst een Latijnse tekst aangebracht: Benedicte fontes Domine ("De Heer zegent de bronnen"). Na het binnentreden via het poortje staat men op een hardstenen plaats waarop het eerder geciteerde randschrift van de put is aangebracht.
De Sint-Servaasbron zelf bestaat uit een ronde put van mergelsteen met bovengronds een bakstenen muurtje waarop een hekwerk en een baldakijn met een Sint-Servaasbeeld is geplaatst. De put is gewijd aan de heilige Servaas van Maastricht en zou in het volksgeloof geneeskrachtig water bevatten. De bron is een rijksmonument.
In mei wordt er jaarlijks een mis opgevoerd bij de bron en vindt er aansluitend een Bronprocessie plaats.

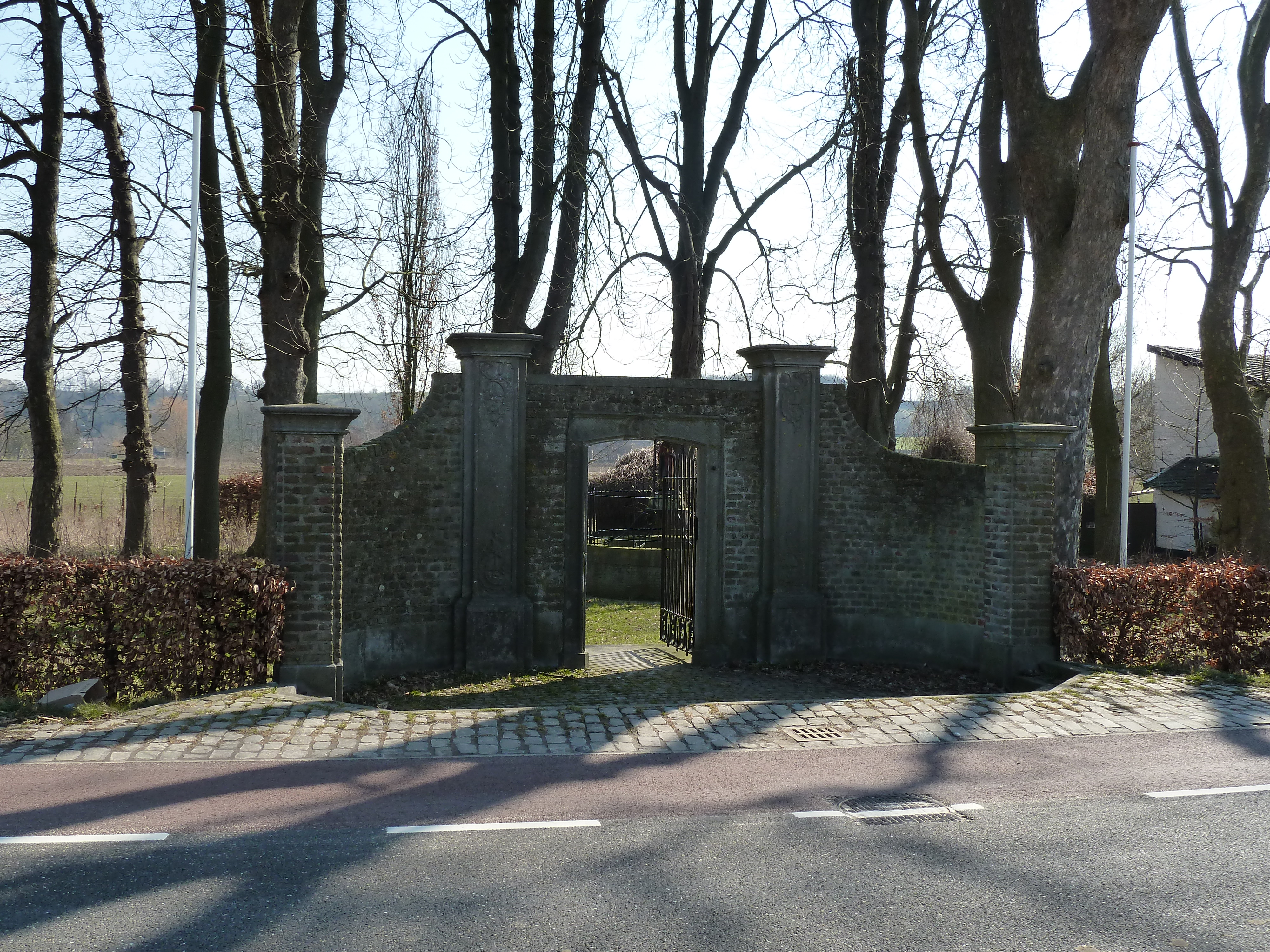
Poort, straatzijde
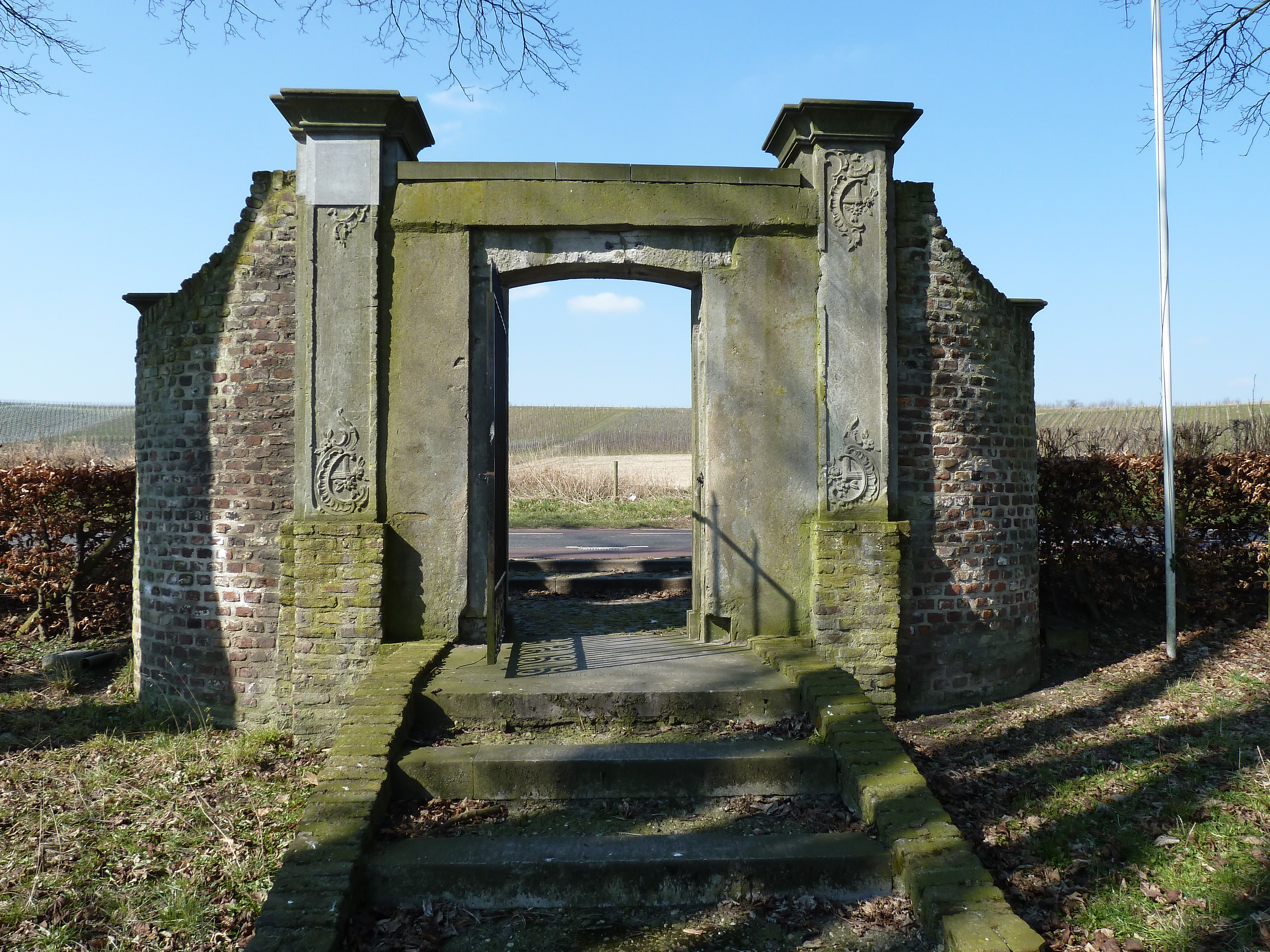
Poort, binnenzijde
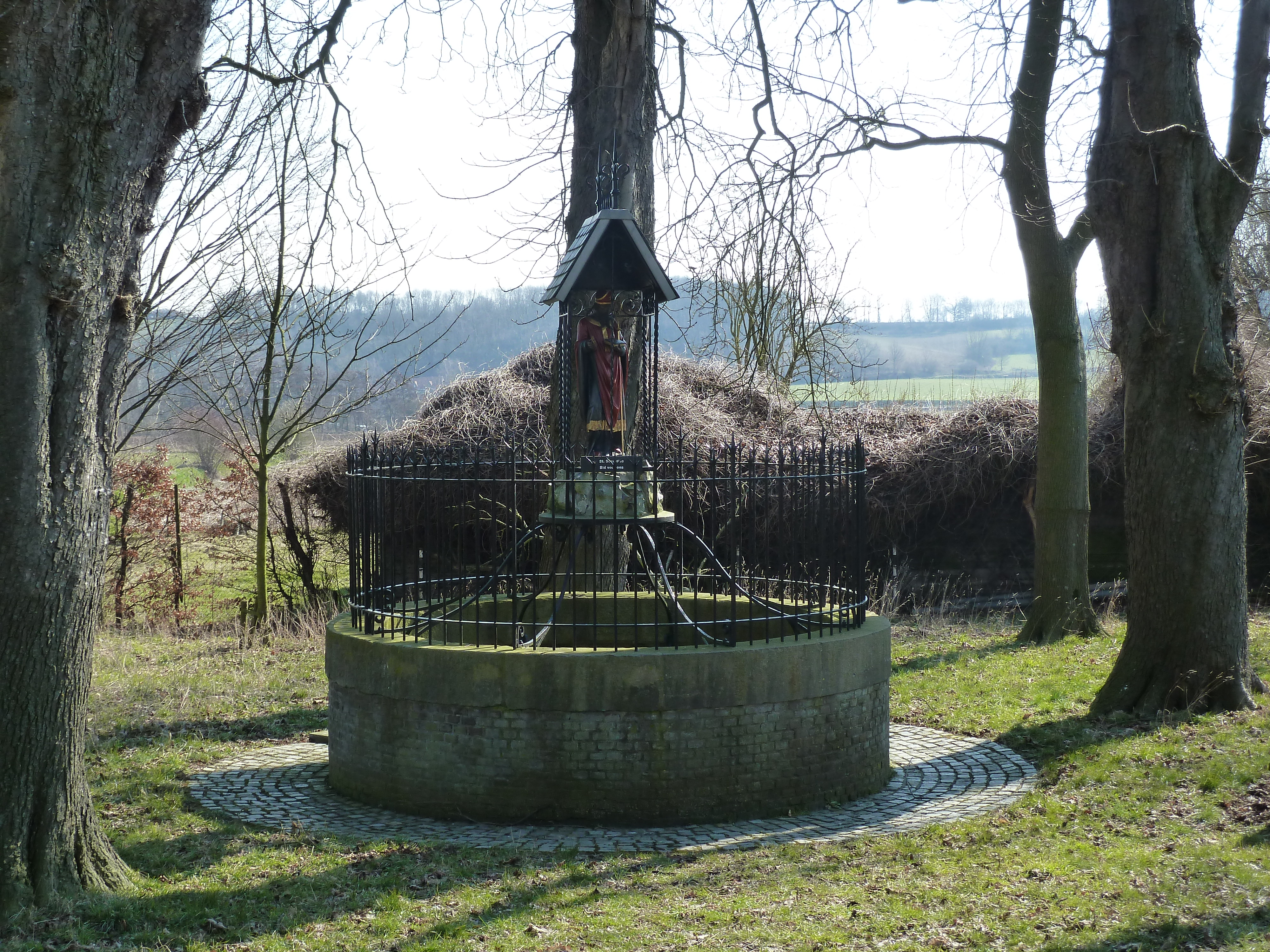
St.-Servaasbron
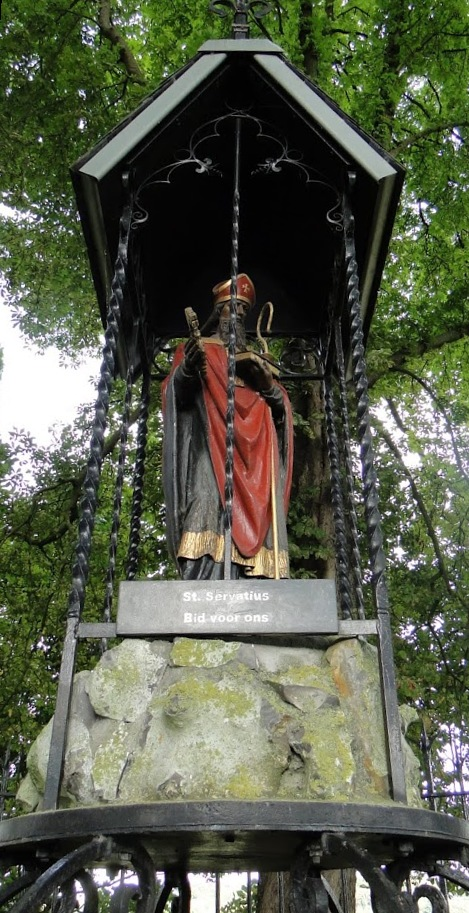
St.-Servaasbeeld en baldakijn